# Pitcairnia halophila
Pitcairnia halophila är en gräsväxtart som beskrevs av Lyman Bradford Smith. Pitcairnia halophila ingår i släktet Pitcairnia och familjen Bromeliaceae.
Artens utbredningsområde är Costa Rica. Inga underarter finns listade i Catalogue of Life.